# Dislokeren
Dislokeren of uitkogelen is een gymnastische manoeuvre waarbij de schouders kort uit  en weer in de kom schieten. De manoeuvre wordt gebruikt in de ringen, als de atleet achterover weer naar normaal hangen gaat, en vanaf de grond (Manna naar handstand).
Om te zorgen dat de atleet geen blessure aan deze manoeuvre overhoudt is het goed om de dislocatie met een zeker tempo uit te voeren.